# 哈里乌林
哈里乌林，南京航空航天大学教授，研究方向为飞行器夹层结构设计理论和制造，复合材料结构。发表论文或著作数十本，中华人民共和国教育部第二批“长江学者”特聘教授。1998年任喀山国立技术大学飞行器系系主任。